# Francisco Jorquera
Francisco Jorquera (né le 31 août 1961 à Ferrol) est une personnalité politique espagnole, leader du Bloc nationaliste galicien. Député aux Cortès en 2008 et en 2011, il en démissionne en 2012 pour participer aux Élections régionales de Galice de 2012.